# Bekkaria
Bekkaria est une commune de la wilaya de Tébessa en Algérie.

## Histoire
La commune porte le même nom que l'une des fractions issues d'une tribu vivant entre l'Algérie et la Tunisie des Ouled Ali Frachich "El Bekaria" des Hayachra. Ce térritoire fut contesté par les Fraichiches contre les Nemencha  et d'autres térritoires notamment aux Ouled Sidi Abid et l'autorité Française en Algérie et occuperont ce térritoire de manière "illégale" en campant dans la zone et refusant de payés des impôts aux autorités Françaises signalés en 1883 soit deux ans après l'établissement du protéctorat Français en Tunisie.